# 21人の輪
21人の輪〜震災のなかの6年生と先生の日々〜（にじゅういちにんのわ〜しんさいのなかのろくねんせいとせんせいのひび〜）は、NHK Eテレで2011年6月4日から2012年4月8日まで放送されていたテレビ番組。

## 概要
東日本大震災の地震・津波・原発事故に被災した、福島県相馬市立磯部小学校の6年生が卒業までの1年間、「いま何を考え、これからどのように暮らししてゆくのか」を記録するドキュメンタリー番組。

## ナレーション
- Eテレ版：相葉雅紀（嵐）
- NHKスペシャル：手嶌葵

## 放送リスト
| 回 | タイトル                                          | 放送日時                                        |
| -- | ------------------------------------------------- | ----------------------------------------------- |
| 1  | 14人ではじまった新学期                            | 2011年06月04日 土曜日15:00-15:45                |
| 2  | 避難所での友情                                    | 2011年07月03日 日曜日15:00-15:30                |
| 3  | 500キロ離れた約束                                 | 2011年08月07日 日曜日16:30-17:00                |
| 4  | 仮設と夏休みとハンバーグ                          | 2011年09月10日 土曜日16:30-17:00                |
| 5  | いつもと違う秋                                    | 2011年10月01日 土曜日16:00-16:30                |
| 6  | わたしの磯部小学校                                | 2011年11月06日 日曜日16:30-17:00                |
| 7  | 20年後の同窓会                                    | 2011年12月03日 土曜日16:30-17:00                |
| 8  | すべてが変わってしまった年                        | 2011年12月28日 水曜日18:55-19:55                |
| 9  | もうすぐ旅立ち ずっと友だち                       | 2012年02月05日 日曜日16:30-17:00                |
| 10 | さようなら 磯部小学校                             | 2012年04月08日 日曜日16:30-17:00                |
|    | NHKスペシャル 震災を生きる子どもたち 21人の輪     | 2012年05月05日 土曜日21:30-22:45 ※NHK総合テレビ |
|    | 21人の輪 あれから5年後の子どもたち～福島 相馬市～ | 2016年03月19日 土曜日16:00-16:55                |
|    | 21人の輪 相葉雅紀と旅立ちの子どもたち             | 2018年03月27日 火曜日22:00-22:50 ※NHK総合テレビ |

## 関連書籍
- 21人の輪 震災を生きる子どもたちの日々（杉浦大悟 著、NHK出版、2012年10月27日）